# ألبرتو توريل
ألبرتو توريل (بالإسبانية: Alberto Toril Domingo) هو لاعب كرة قدم إسباني، ولد في 1 يونيو 1997 في مدينة ميورقة في إسبانيا.

## وصلات خارجية
- ألبرتو توريل على موقع قاعدة بيانات كرة القدم.إي يو (الإنجليزية)
- ألبرتو توريل على موقع Soccerway.com (الإنجليزية)